# Koratty
Koratty è una suddivisione dell'India, classificata come census town, di 17.463 abitanti, situata nel distretto di Thrissur, nello stato federato del Kerala. In base al numero di abitanti la città rientra nella classe IV (da 10.000 a 19.999 persone).

## Geografia fisica
La città è situata a 10° 15' 41 N e 76° 21' 17 E.

## Società

### Evoluzione demografica
Al censimento del 2001 la popolazione di Koratty assommava a 17.463 persone, delle quali 8.605 maschi e 8.858 femmine. I bambini di età inferiore o uguale ai sei anni assommavano a 1.751, dei quali 900 maschi e 851 femmine. Infine, coloro che erano in grado di saper almeno leggere e scrivere erano 14.861, dei quali 7.429 maschi e 7.432 femmine.